# Камбар-Шахдадкот (округ)
Камбар-Шахдадкот (урду ضلع قمبر-شہدادکوٹ‎, англ. Qambar Shahdadkot District, синдхи قمبر شهدادڪوٽ ضلعو) — один из 23 округов пакистанской провинции Синд. Административный центр — город Камбар.

## География
На юге граничит с округом Даду, на востоке — с округом Ларкана, на северо-востоке — с округом Джейкобабад, на западе — с территорией провинции Белуджистан.

## Административно-территориальное деление
Округ делится на семь техсилов:
- Камбар
- Мирохан
- Кубо-Сеед-Хан
- Шахдадкот
- Саджавал
- Варах
- Насирабад